# Insurgentes Sur (métro de Mexico)
Insurgentes Sur est une station de la Ligne 12 du métro de Mexico, dans la délégation Benito Juárez.

## La station
La station ouverte en 2012, tient son nom de l'avenue Insurgentes Sur voisine. Son icône mélange celles des stations Hidalgo et Morelos, les deux héros emblématiques de la Guerre d'indépendance du Mexique.